# 阪口周平
阪口周平（日语：／ Sakaguchi Shūhei，1977年9月5日—），是日本出身於大阪府的男性聲優；所属Aksent。

## 生平
- 以前所屬Mausu Promotion公司，2008年10月－2013年12月株式会社ディーカラー所屬。2014年1月，所屬Aksent公司。
- 主要擔任吹替的角色工作，近年也比較多參與動畫的配音演出。關西出生的關係，所以有關西腔的角色參與；也有美男子、被欺負、衝動的角色演繹較多。
- 吹替作品中，常見擔任基斯·派恩及李炳憲的配音比較多。
- 其本人對聲優這個職業的看法是一直前進到最後的工作。
- 個人癖好是愛佩戴及收集Casio的G-Shock係列[1][2]。

## 配音作品

### 電視動畫
1999年
- トラブルチョコレート

2000年
- サイバーシックス（フィクストたち）

2001年
- 足球小將GOAL!（来生哲平〈青年〉）
- 辣妹當家（學生）
- 星界的戰旗II（ダークセス乗員、部下B）
- 第一神拳（商店街的人）

2002年
- Weiß kreuz Glühen
- 東京地底奇兵（ハンマー男）

2003年
- 最遊記RELOAD（妖怪）
- 廢棄公主（子分C）
- 星際少年隊（男子1）

2004年
- ギルガメッシュ（警備員）
- 攻殻機動隊 S.A.C. 2nd GIG（パイロット）
- サムライガン（市川知修）
- 美鳥の日々（不良2）
- 焼きたて!!ジャぱん（河内恭介）

2005年
- 格闘美神 武龍（大場政夫）
- ギャラリーフェイク（刑事）

2006年
- 格闘美神 武龍 REBIRTH（大場政夫）
- NARUTO -ナルト-（花月陽一）
- 無敵看板娘（ナレーション）

2007年
- 一騎当千 Dragon Destiny（夏侯惇元譲）
- 王牌投手振臂高揮（梶山力）
- 風のスティグマ（不良）
- keroro軍曹（生徒）
- 東京魔人學園剣風帖 龖（ワン、刑事B、八広、謎の男）
- 東京魔人學園剣風帖 龖 第弐幕（アラン蔵人）
- ぷるるんっ!しずくちゃん（コーリー君）
- ムシウタ（きりきり）
- 名侦探柯南（警官）
- 羅密歐×茱麗葉（労役者）

2008年
- 淘氣小親親（池澤金之助）
- 一騎当千 Great Guardians（夏侯惇元讓）
- サザエさん（富士男）
- 隱王（陽炎）
- ネオ アンジェリーク Abyss -Second Age-（チンピラ）
- 熱走! 亀1グランプリ（ギリノコ、マッチョメン）
- ミチコとハッチン（店主、DJ）

2009年
- イナズマイレブン（綱海条介、御氷雫 / フロスト、大岩蔵人 / グレント）
- スティッチ!（ダマルフ）
- 火影忍者（重吾）
- 名侦探柯南（大户六辅）

2010年
- アイアンマン（川島）
- 一騎当千 XTREME XECUTOR（夏侯惇元譲）
- イナズマイレブン（ダニエル・バラック、メッサー・ジャシム、石平半蔵 / ゾーハン、サタナトス、マック・ロニージョ）
- BB戰士三国傳（張繡、村人）
- 王牌投手振臂高揮 〜夏季大会篇〜（梶山力）
- 鋼之錬金術師 FULLMETAL ALCHEMIST（メイスン）
- ひめチェン!おとぎちっくアイドル リルぷりっ（美保パパ）
- RAINBOW-二舎六房の七人-（チャーリー）

2011年
- イナズマイレブン（ドラゴ・ヒル）
- デジモンクロスウォーズ 時を駆ける少年ハンターたち（真下ヒデアキ）
- FAIRY TAIL（ドランバルト〈メスト・グライダー〉）
- ポケットモンスター ベストウイッシュ（アントーニオ）
- 名侦探柯南（吾妻史裕）
- ルパン三世 血の刻印 〜永遠のMermaid〜（刑事）

2012年
- イナズマイレブンGO（綱海条介、マック・ロニージョ）
- Smile 光之美少女！（黃瀨勇一）
- 頭文字D Fifth Stage（奥山广也）
- ギルティクラウン（難波大秀）
- 戦国コレクション（さとし）
- ポケットモンスター ベストウイッシュ シーズン2（ラリー）

2013年
- 火影忍者 SD 李洛克的青春全力忍傳（重吾）
- 革命機Valvrave（バーネット）
- 絕對防衛利維坦（オルテッド）
- 第一神拳 Rising（今江克孝[3]）

2014年
- 金田一少年事件簿R（湖森涼介）
- 排球少年！！（瀧之上祐輔）
- 黑色子彈（三島社長）
- 名侦探柯南（降谷渡）

2015年
- 記錄的地平線 第二季（李奧納多）

2016年
- 排球少年！！第二季（瀧之上祐輔）
- 風之又三郎（父）
- 排球少年！！烏野高中VS白鳥澤學園高中（瀧之上祐輔）

2017年
- 慕留人-火影忍者新世代-（重吾）
- 名侦探柯南（和久田顺光）
- 將國戡亂記（奧古斯特）

2018年
- 伊藤潤二驚選集（向田哲郎）
- Banana Fish（李華龍、馬克麥菲）
- BAKUMATSU（久坂玄瑞）

2019年
- 名侦探柯南（阿贺田力）
- 不吉波普不笑（莫·瑪達[4]）

2020年
- 排球少年！！ TO THE TOP（瀧之上祐輔）
- GREAT PRETENDER（劉曉）

2021年
- 勇者鬥惡龍 達伊的大冒險（阿波羅）
- 記錄的地平線 圓桌崩壞（李奧納多）
- 美麗新世界 The Animation（777）
- 白沙的Aquatope（雅藍洞凡人）
- 通靈王（皮諾·葛雷姆）
- 更多！認真地不認真的怪傑佐羅力 第2期（莫利莫利）
- 魯邦三世 PART6（李）
- 半妖的夜叉姬（五郎）

2022年
- Delicious Party ♡ 光之美少女（納爾西斯托爾）
- 哆啦A夢（大人出木杉）

2023年
- 魔法使的新娘 SEASON2（佐伊的父親）
- 殭屍100～在成為殭屍前要做的100件事～（香坂三喜男）
- MF GHOST 燃油車鬥魂（奧山廣也[5]）

2024年
- ONE PIECE（釋迦[6]）
- 金屬口紅（來訪者2）
- 身為魔王的我娶了奴隸精靈為妻，該如何表白我的愛？（魔王）
- MF GHOST 燃油車鬥魂 2nd Season（奧山廣也[7]）
- BLEACH 千年血戰篇-相剋譚-（浮竹十三）
- 地。-關於地球的運動-（克拉波夫斯基）

2025年
- 我的幸福婚約 第二期（雲庵雀兒）
- 真·侍傳 YAIBA（蜘蛛男[8]）
- 離開A級隊伍的我，和從前的弟子往迷宮深處邁進（文森特五世[9]）
- 機動戰士Gundam GQuuuuuuX（華肯）
- 鬼人幻燈抄（兼臣）
- 新吊帶襪天使（萬田、賈伯）
- 和雨·和你（日浦[10]）

### OVA
2005年
- I"s Pure（男子生徒、父）

2012年
- 一騎当千 集鍔闘士血風録（夏侯惇元譲）

2013年
- アイアンマン：ライズ・オブ・テクノヴォア（ホークアイ）

### 劇場版動畫
2007年
- 甲虫王者ムシキング スーパーバトルムービー 〜闇の改造甲虫〜（ミヤマクワガタA）

2010年
- 名探偵コナン 天空の難破船（赤いシャムネコのメンバー）

2011年
- クレヨンしんちゃん 嵐を呼ぶ黄金のスパイ大作戦（アカリ）

2012年
- 劇場版イナズマイレブンGO vs ダンボール戦機W（綱海条介、ロータス）

### 網路動畫
2023年
- 終末的女武神II（樓陀羅）

### 遊戲
2002年
- サクラ大戦4 〜恋せよ乙女〜

2003年
- サクラ大戦 〜熱き血潮に〜

2004年
- 九龍妖魔學園紀：ナビゲーション·虎の着ぐるみ
- 3年B組金八先生 伝説の教壇に立て!：真壁浩一
- センチメンタルプレリュード：野々村大地
- 探偵 神宮寺三郎 KIND OF BLUE：薮中健一

2005年
- 風雲 幕末伝：伊東甲子太郎

2008年
- アーマード・コア フォーアンサー：CUBE、ダン・モロ
- 侍道3：藤森兵、野武士、村人、町人
- ソウルキャリバーIV：アプレンティス

2009年
- イナズマイレブン2 脅威の侵略者：綱海条介
- 暗闇の果てで君を待つ：秋山朋
- サイキン恋シテル?：西ノ宮京平
- NARUTO -ナルト- 疾風伝 ナルティメットアクセル3：重吾
- リトルアンカー：リヒャルト・クロイツァー

2010年
- EAT LEAD マット・ハザードの逆襲：マスター・シェフ
- 維新恋華 龍馬外伝：伊達小次郎
- イナズマイレブン3 世界への挑戦!!：綱海条介、マック・ロニージョ
- NARUTO -ナルト- 疾風伝 キズナドライブ：重吾
- NARUTO -ナルト- 疾風伝 ナルティメットストーム2：重吾

2011年
- イナズマイレブン ストライカーズ：綱海条介、グレント、ゾーハン、マック・ロニージョ、サタナトス
- イナズマイレブン ストライカーズ2012エクストリーム：綱海条介、グレント、ゾーハン、マック・ロニージョ、サタナトス
- 頭文字D ARCADE STAGE 6AA：奥山広也
- エースコンバット アサルト・ホライゾン：セルゲイ・イリッチ

2012年
- イナズマイレブンGO ストライカーズ2013：綱海条介、グレント、サタナトス、マック・ロニージョ、ゾーハン、ドラゴ・ヒル、スキッド・ウー、ロータス）
- FAIRY TAIL ゼレフ覚醒：メスト・グライダー

2013年
- NARUTO -ナルト- 疾風伝 ナルティメットストーム3：重吾
- 生化危機6：皮爾斯·尼凡斯
- 花咲くまにまに：坂本龍馬

2014年
- inFAMOUS Second Son：デルシン・ロウ
- NARUTO -ナルト- 疾風伝 ナルティメットストームレボリューション：重吾

2014年
- 直到黎明：Joshua

2016年
- ：半藏
- 阴阳师：酒吞童子
- 靚影特務：關鍵催化：Icarus

### 吹替
電視/電影
| 年份 | 作品                        | 角色                   | 演員                 | 媒體                                   |
| ---- | --------------------------- | ---------------------- | -------------------- | -------------------------------------- |
| 2009 | 伴雨行                      | 蘇東坡                 | 李炳憲               | DVD版本                                |
| 2009 | 特種部隊：眼鏡蛇的崛起      | 白幽靈/湯瑪斯•嵐影     | 李炳憲               | 公映/影碟版本                          |
| 2013 | 特種部隊2：正面對決         | 白幽靈/湯瑪斯•嵐影     | 李炳憲               | 公映/影碟版本                          |
| 2013 | 光海，成为王的男人          | 光海君 夏善            | 李炳憲               | DVD版本                                |
| 2013 | 猛火爆2                     | 韓秋白                 | 李炳憲               | 公映/影碟版本                          |
| 2015 | 未來戰士：創世智能          | T-1000                 | 李炳憲               | 公映/影碟版本                          |
| 2015 | 寒流黑金                    | 安尚久                 | 李炳憲               | 影碟版本                               |
| 2016 | 新七俠蕩寇志                | 比利·洛克斯            | 李炳憲               | 影碟版本                               |
| 2016 | 密探                        | 鄭彩山                 | 李炳憲               | 影碟版本                               |
| 2017 | Master                      | 陳賢弼                 | 李炳憲               | 影碟版本                               |
| 2017 | 單身騎士                    | 姜在勳                 | 李炳憲               | 影碟版本                               |
| 2017 | 南漢山城                    | 崔鳴吉                 | 李炳憲               | 影碟版本                               |
| 2018 | 那才是我的世界              | 金祖河                 | 李炳憲               | 影碟版本                               |
| 2009 | 星空奇遇記                  | 占士·T·卻克            | 基斯·派恩            | 公映/影碟版本                          |
| 2010 | 危情时速                    | 威爾•寇森              | 基斯·派恩            | 影碟版本                               |
| 2013 | 星空奇遇記：黑域時空        | 占士·T·卻克            | 基斯·派恩            | 公映/影碟版本                          |
| 2014 | 驚天諜變：魅影特攻          | 傑克·萊恩              | 基斯·派恩            | 影碟版本                               |
| 2014 | 老闆不是人2                 | 里斯·漢森              | 基斯·派恩            | 影碟版本                               |
| 2015 | 末日寂境                    | Caleb                  | 基斯·派恩            | 影碟版本                               |
| 2016 | 星空奇遇記：超域時空        | 占士·T·卻克            | 基斯·派恩            | 影碟版本                               |
| 2016 | 非正常械劫案                | 杜比·侯活              | 基斯·派恩            | Netflix頻道                            |
| 2018 | 逃犯國王                    | 羅拔·普魯士            | 基斯·派恩            | Netflix頻道                            |
| 2010 | 狂盜之城                    | 傑姆•考林              | 謝洛美·維納          | 影碟版本                               |
| 2011 | 雷神                        | 鷹眼                   | 謝洛美·維納          | 公映/影碟版本                          |
| 2017 | 風河谷謀殺案                | 柯瑞·藍伯特            | 謝洛美·維納          | 影碟版本                               |
| 2007 | Gossip Girl                 | Chuck Bass             | 艾德·域斯韋克        | Super!DramaTV頻道/DVD版本              |
| 2015 | 怪獸高中                    | Milan Pinache          | 艾德·域斯韋克        | 影碟版本                               |
| 2015 | 推銷天王                    | Vincent Swan           | 艾德·域斯韋克        | Netflix串流媒體                        |
| 2014 | 黑魔后：沉睡魔咒            | 烏鴉迪瓦華             | 山姆·萊利            | 公映/影碟版本                          |
| 2016 | 傲慢與屍變                  | 費茨威廉·達西          | 山姆·萊利            | 影碟版本                               |
| 2019 | 黑魔后2                     | 烏鴉迪瓦華             | 山姆·萊利            | 公映/影碟版本                          |
| 2005 | 惡作劇之吻                  | 金元豐                 | 汪東城               | DVD版本                                |
| 2006 | 花様少年少女                | 金秀伊                 | 汪東城               | DVD版本                                |
| 2007 | 惡作劇2吻                   | 金元豐                 | 汪東城               | DVD版本                                |
| 2002 | S.A.S反恐特種空勤團         | Jamie Dow              | 占美·德雷文          | WOWOW頻道/Super!DramaTV/DVD版本        |
| 2002 | 無主之城                    | -                      | -                    | DVD版本                                |
| 2005 | 人皮客棧1                   | Paxton                 | 傑·赫南德茲          | DVD版本                                |
| 2006 | 職業特工隊3                 | Rick                   | 亞倫·保羅            | 公映/影碟版本                          |
| 2006 | 超疑特工(S1)                | 伊仁托‧鍾斯            | Gareth David-Lloyd   | WOWOW頻道                              |
| 2006 | The Illusionist/魔術師      | Eisenheim              | 愛德華·諾頓          | DVD版本                                |
| 2006 | 情癲大聖                    | 孫悟空                 | 陳柏霖               | DVD版本                                |
| 2007 | 一代滑冰男                  | Jimmy MacElroy         | 喬恩·海德            | DVD版本                                |
| 2007 | 人皮客棧2                   | Paxton                 | 傑·赫南德茲          | DVD版本                                |
| 2007 | 27章                        | 馬克·大衛·查普曼       | 謝拉·力圖            | DVD版本                                |
| 2008 | 第一滴血4                   | Schoolboy              | 馬修·馬斯登          | 東京電視台版                           |
| 2008 | 超疑特工(全)                | 伊仁托‧鍾斯            | Gareth David-Lloyd   | WOWOW頻道                              |
| 2008 | CSI：MIAMI(S8起)            | Eric Delko             | 亞當·羅德瑞茲        | AXN頻道/DVD版本 （替任竹若拓磨的角色） |
| 2008 | 雪山飛狐                    | 胡斐                   | 聶遠                 | NECO頻道/DVD版本                       |
| 2008 | 伊甸之東                    | 李棟旭                 | 延政勳               | TBS頻道/DVD版本                        |
| 2009 | 海角七號                    | 阿嘉                   | 範逸臣               | DVD版本                                |
| 2010 | 新三國                      | 華雄 孫策 文醜 孟坦    | 丁肖楠 沙溢 王國川 - | 富士/銀河頻道/衛星劇場/影碟版本        |
| 2010 | 給茱麗葉的信                | Charlie Wyman          | 克里斯多夫·伊根      | 影碟版本                               |
| 2010 | 惡作劇之吻（韓國版）        | 奉俊邱                 | 李太成               | DVD版本                                |
| 2011 | 猿人爭霸戰：猩凶革命        | Dodge Landon           | 湯·費爾頓            | 影碟版本                               |
| 2011 | 人皮客棧3                   | Carter                 | 布萊恩·哈利塞        | DVD版本                                |
| 2011 | 格鬥少年菀得                | 杜菀得                 | 劉亞仁               | DVD版本                                |
| 2011 | 天煞(兩季)                  | Dai                    | 彼得·新小田          | Super!DreamTV頻道/DVD版本              |
| 2012 | 芝加哥烈火群英(至今)        | Kelly Severide         | 泰勒·金尼            | AXN頻道/DVD版本                        |
| 2012 | 奪命異能                    | 麥特·蓋瑞提            | 艾力·羅素            | DVD版本                                |
| 2013 | 再見!全壘打                 | Cory                   | 斯科特·埃爾羅德      | DVD版本                                |
| 2013 | 龜巖許浚                    | 柳道知                 | 南宮珉               | 電視頻道/DVD版本                       |
| 2013 | 貝茲旅館(全)                | 狄倫·馬賽              | 馬克斯·泰瑞奥        | WOWOW頻道                              |
| 2013 | 與敵同仇                    | Victor/László Kerrick  | 哥連·費路            | 影碟版本                               |
| 2013 | 安德的遊戲                  | Peter Wiggin           | Jimmy Pinchak        | 公映/影碟版本                          |
| 2014 | 哥斯拉2014                  | 空降兵指揮官           | Jared Keeso          | 公映/影碟版本                          |
| 2014 | 芝加哥警署(至今)            | Kelly Severide         | 泰勒·金尼            | 電視頻道/DVD版本                       |
| 2014 | 冬日奇緣                    | Peter Lake             | 哥連·費路            | 影碟版本                               |
| 2014 | 諜網暗戰                    | David Mason            | 路克·布萊西          | 影碟版本                               |
| 2015 | 極限追捕                    | Johnny Utah            | 路克·布萊西          | 影碟版本                               |
| 2015 | Gotham(至今)                | 企鵝人                 | 羅賓·羅德·泰勒       | AXN頻道/影碟版本                       |
| 2015 | 新神奇四俠                  | 末日博士/韋特·禾杜     | 托比·凱貝爾          | 公映/影碟版本                          |
| 2015 | 超感獵殺(全)                | Wolfgang Bogdanow      | 馬可斯·尼麥特        | Netflix頻道                            |
| 2015 | 夜班醫生(S2)                | Joseph 「Joey」 Chavez | 亞當·羅德瑞茲        | WOWOW頻道                              |
| 2015 | 戀上熱愛島                  | Brian Gilcrest         | 畢列·谷巴            | 自選視像版                             |
| 2015 | 美國狙擊手                  | Ryan Job               | 傑克·麥克道曼        | 影碟版本                               |
| 2015 | 芝加哥醫情(至今)            | Kelly Severide         | 泰勒·金尼            | NHK頻道                                |
| 2015 | 小飛俠：魔幻始源            | 虎克船長               | 蓋瑞特·荷德倫        | 日本電視台版                           |
| 2016 | 馬可波羅                    | 馬可波羅               | Lorenzo Richelmy     | Netflix頻道                            |
| 2016 | ARQ超時空傳導               | Renton                 | 羅比·艾梅爾          | Netflix串流平台                        |
| 2016 | Endeavour摩斯探長前傳(S3E4) | 銀行匪徒               | -                    | WOWOW頻道                              |
| 2016 | 東京審判(E4)                | Quentin Baxter         | 朱爾斯·奈特          | NHK頻道                                |
| 2016 | 魔鬼神探                    | 德禮‧艾斯皮諾薩        | 凱文·阿歷詹卓        | DVD版本                                |
| 2016 | 暗算                        | Braxton "Brax" Wolff   | 強·柏恩瑟            | 影碟版本                               |
| 2017 | 惡作劇之吻（新版）          | 金支柱                 | 宮以騰               | 富士電視台                             |
| 2017 | 金裝律師（S7起）            | 艾力·威廉              | 杜・希爾             | 衛星頻道                               |
| 2018 | CODE BLACK                  | 尼爾·哈德森            | 拉薩·傑佛瑞          | 電視版本                               |
| 2018 | 異人族                      | 麥西穆斯               | 伊萬·瑞恩            | 電視版本                               |
| 2018 | 天賦異能                    | 日蝕/馬可斯·迪亞斯     | 西恩·提爾            | FOX頻道/影碟版本                       |
| 2018 | 耶穌的女門徒                | 加略人猶大             | 塔哈·拉辛            | 影碟版本                               |
| 2018 | 反啪啪同盟                  | 韓特                   | 艾克·拜瑞豪茲        | Netflix串流媒體                        |
| 2019 | 克魯小丑的搖滾壞生活        | 尼基・希克斯           | 道格拉斯·布斯        | Netflix串流平台                        |
| 2019 | 小飛象                      | Neils Skellig          | 約瑟夫‧蓋特          | 公映/影碟版本                          |
| 2019 | 7500                        | Vedat                  | 奧米德·梅馬爾        | Netflix串流媒體                        |
| 2019 | 切爾諾貝爾                  | 瓦西利·伊格纳坚科      | 亚当·那加提斯        | 付費頻道                               |
| 2019 | 爆血新婚夜                  | 丹尼爾·李多馬          | 亞當·布羅迪          | 影碟版本                               |
| 2020 | 曼達洛人                    | 曼達洛人／丁·賈林      | 佩德羅·帕斯卡        | Disney+串流平台                        |
| 2020 | 神話任務：群鴉盛宴          | Ian Grimm              | 羅布·麥克亨尼        | AppleTV+串流平台                       |
| 2021 | 蛇惑                        | 查爾斯·索布萊          | 塔哈·拉辛            | Netflix串流媒體                        |
| 2021 | 零零零                      | Manuel Contreras       | 哈羅德·托雷斯        | 付費頻道                               |

### 其他
- ギャラクシー渡辺のバトスピやろうぜ!（ナレーション）

## 出典
1. ↑  .   [2017-02-17]. （原始内容存档于2019-06-05）.
2. ↑  .   [2017-05-12]. （原始内容存档于2017-11-21）.
3. ↑  . 第一神拳.   [2013-09-20]. （原始内容存档于2013-09-21）.
4. ↑  . TVアニメ「ブギーポップは笑わない」公式サイト.   [2020-09-13].
5. ↑  . Comic Natalie. 2023-01-04  [2023-01-04]. （原始内容存档于2023-01-04） （日语）.
6. ↑  . MANTANWEB. 2023-12-17  [2023-12-17]. （原始内容存档于2023-12-20） （日语）.
7. ↑  . Comic Natalie. 2024-08-09  [2024-08-09]. （原始内容存档于2024-08-11） （日语）.
8. ↑  . Comic Natalie. 2025-02-08  [2025-02-08] （日语）.
9. ↑  . Comic Natalie. 2025-05-14  [2025-05-14] （日语）.
10. ↑  . Comic Natalie. 2025-06-11  [2025-06-11] （日语）.

## 外部連結
- Aksent公式官網的聲優簡介 （页面存档备份，存于） （日語）
- 阪口周平の俺的!!!!!!! （页面存档备份，存于） （日語）－阪口周平的官方個人部落格。